# SNC Demo-1
Dream Chaser Cargo-1 (zkratkou DCC-1, dříve též Dream Chaser Demo-1 nebo SNC Demo-1) je plánovaný první let automatické zásobovací kosmické lodi Dream Chaser společnosti Sierra Space Corporation k Mezinárodní vesmírné stanici (ISS). Demonstrační mise má potvrdit schopnost lodi poskytovat NASA komerční služby v rámci programu Commercial Ressuply Services 2. Start se po opakovaných odkladech očekává nejdříve koncem podzimu 2025. Mise potrvá zhruba 45 dní.

## Kosmická loď Dream Chaser a nákladní modul Shooting Star

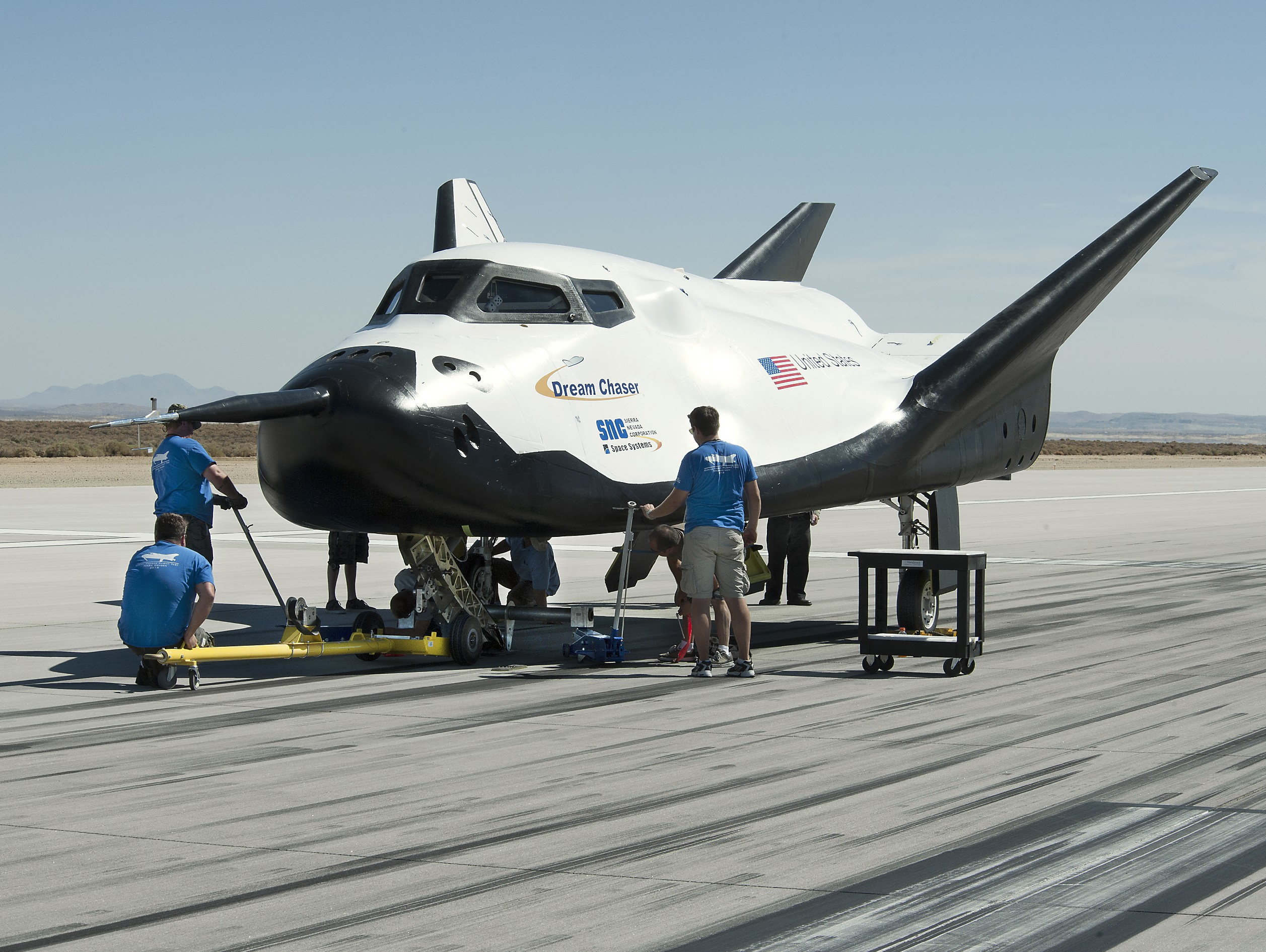
Prototyp lodi Dream Chaser při testování v roce 2013

Kosmická loď Dream Chaser je automatický, znovupoužitelný letoun schopný bezpečného horizontálního přistání díky aerodynamickému vztlaku vytvořenému dvěma křídly, která jsou při vertikálním startu částečně složena, aby se vešla do aerodynamického krytu rakety. Pohon lodi Dream Chaser zajišťuje 26 malých raketových motorů se třemi samostatně ovládanými úrovněmi tahu pro jemné řízení i pro zásadní úpravy oběžné dráhy. Pohonnými látkami jsou kerosin a peroxid vodíku (H2O2)..Systém tepelné ochrany pro vstup a průlet atmosférou zajišťují dlaždice na bázi oxidu křemičitého (na většině spodku trupu a v horní část tepelného štítu) a z nového kompozitního materiálu TUFROC (Toughened Unipiece Fibrous Reusable Oxidation Resistant Ceramic) pokrývajícího příď lodi a náběžné hrany křídel.
Dream Chaser přistává na vysouvací podvozek tvořený dvěma hlavními podvozkovými koly v zadní části letounu. Přední kolo je nahrazeno vyklápěcí opěrnou obdélníkovou ližinou, která se po každém použití vymění. Délka letounu dosahuje 9 metrů, rozpěti křídel 7 metrů. Do vnitřního prostoru vede jediný poklop v zadní části trupu, který současně slouží jako místo připojení nákladního modulu Shooting Star. Kosmická může být k ISS připojena alespoň na 75 dní, výrobce počítá se opakovaným použitím letounu při nejméně 15 misích.
Nákladní modul Shooting Star je 4,6 metru dlouhý nástavec kónického tvaru určený pro spojení s kosmickou lodí Dream Chaser v její zadní části. Jednorázově použitelný modul obsahuje pohonný systém pro orbitální manévry celé sestavy, na jeho vnějšku je dvojice rozevíracích solárních panelů o celkovém výkonu 6 kW a také několik úchytných bodů pro vnější náklad určený k venkovní instalaci na ISS. Součástí modulu je také mechanismus určený pro připojení k příslušnému dokovacímu portu ISS.
Kosmická loď a modul mohou ve vnitřním hermetizovaném prostoru vynést k ISS zhruba 5 000 kg nákladu a dalších zhruba 500 kg na vnějších úchytných bodech. Při zpáteční cestě pojme kosmická loď asi 1 250 kg nákladu určeného k dopravě na Zemi a nákladní modul dalších až 3 750 kg odpadu určeného k zániku v atmosféře společně s modulem. Celková hmotnost kosmické lodi a nákladního modulu dosahuje 18 tun.

## Příprava letu
Sierra Nevada poprvé oficiálně vyhlásila termín startu mise Demo-1 v srpnu 2019 a hovořila přitom o posledních měsících roku 2021. Následovala však série odkladů vysvětlených především dopady celosvětové pandemie způsobené virem COVID-19 a technickými obtížemi – v listopadu 2020 byl termín startu odložen na rok 2022, v květnu 2022 na únor 2023, v září 2022 na léto 2023,  v březnu 2023 na (nejdříve) 17. prosince 2023. Na přelomu května a června 2023 výrobce poprvé spustil elektrické systémy prvního kompletního exempláře DC-101 a začal testovat.
Tom Vice, generální ředitel společnosti Sierra Space, do níž byly vesmírné aktivity skupiny Sierra Nevada vyčleněny, koncem června 2023 naznačil brzké zahájení předletových zkoušek lodi v Armstrongově testovacím zařízení (Neil Armstrong Test Facility, NATF) v Sandusky v Ohiu, které je součástí Glennova výzkumného střediska NASA, a oznámil, že se start plánuje na období od konce prosince 2023 do začátku února 2024. O pouhý měsíc později však ředitel programu ISS Joel Montalbano prohlásil, že NASA počítá s uskutečněním letu v první polovině roku 2024. Jeho odhad byl realističtější, protože výrobce teprve na začátku listopadu 2023 oznámil, že loď Tenacity dokončil a začal ji připravovat na přepravu do NATF s tím, že rozsáhlé testy by měly být dokončeny tak, aby loď mohla do konce roku dorazit na Cape Canaveral. Ke startu by pak mohlo dojít "někdy v březnu", ale přesný termín závisí také na připravenosti nové nosné rakety Vulcan, jejíž první vypuštění se v té době teprve chystalo (a uskutečnilo se až v lednu 2024).
Mezitím koncem ledna 2024 společnost v žádosti o schválení telekomunikačního provozu souvisejícího s letem a přípravou na něj, kterou podala u Federální komise pro komunikace (FCC), mluví o letu plánovaném na léto 2024.
V NATF loď absolvovala sadu testů ověřujících její schopnost přestát složité podmínky při startu (rozsáhlé vibrace a hluk) a pobytu na oběžné dráze (extrémní hodnoty tlaku a teploty od -100 do + 120°C), a to jak samostatně, tak společně s nákladním modulem Shooting Star, s nímž byla pro účely testování na vibračním stole na přelomu ledna a února 2024 poprvé spojena. Úspěšné dokončení vibračních testů výrobce oznámil 7. března 2024  a 9. května informoval, že dokončil všechny testů v NAFT včetně tepelných a vakuových a brzy loď převeze do Kennedyho vesmírného střediska k závěrečné etapě přípravy na start.
Mezitím v dubnu 2024 informoval generální ředitel Vice, že si je „velmi jistý”, že Dream Chaser svůj první let uskuteční ve čtvrtém čtvrtletí (roku 2024). Společnost United Launch Alliance, výrobce raket Vulcan, který bude lodi Dream Chaser vynášet, však v červnu 2024 zpochybnil dohodu se Sierra Space, že první let Dream Chaseru bude současně druhým startem Vulcanu. ULA potřebovala provést druhý let a dokončit tak certifikaci, aby mohla pokračovat v programu dalších sjednaných letů, mimo jiné pro Vesmírné síly USA nebo se satelity navigačního systému GPS. Proto druhý let provedla s pouhým simulátorem zátěže 4. října 2024.
Tenacity dorazila na Floridu 20. května 2024, aby v tamním Zařízení pro zpracování kosmických stanic (Space Station Processing Facility, SSPF) podstoupila akustické testy, testy elektromagnetického rušení a kompatibility a závěrečnou kontrolu a práci na systému tepelné ochrany kosmické lodi. Počátkem srpna 2024 pak zahájila finální testování a předletovou přípravu lodi. Na přelomu srpna a září 2024 podstoupil akustické testy také nákladní modul Shooting Star – byl vystaven zvukovému poli vyvíjenému sadou 48 velkých reproduktorů, kterými byl modul obklopen. Akustická hladina ve výši 140 decibelů simulovala hlukovou zátěž modulu během startu.
V polovině září 2024 informovala programová ředitelka ISS Robyn Gatensová, že první let lodi se uskuteční v následujícím období, které začíná odletem Sojuzu MS-25 a příletem mise SpaceX Crew-9, tedy během Expedice 72. Ovšem již o dva týdny později Sierra Space požádala FCC o přidělení dočasného oprávnění pro používání zdrojů elektromagnetického záření během z dalšího testování lodi Dream Chaser pro období od 30. listopadu 2024 do 29. května 2025 a NASA v polovině října potvrdila, že počítá se startem lodi nejdříve v květnu 2025, tedy po skončení Expedice 72. V další žádosti doručené FCC, která se týkala telekomunikačních aktivit během budoucího letu, Sierra Space uvedla, že plánuje start na 21. května 2025.
Koncem ledna 2025 společnost informovala, že úspěšně prošla testováním NASA týkajícím se schopnosti kosmické lodi zajistit během letu specifické podmínky pro náklad, především v zásobování energií. Další odklad startu oznámil zástupce Sierra Space Erik Daehler 10. března 2025 na konferenci a výstavě SATELLITE 2025 ve Washingtonu – společnost počítá s prvním letem koncem léta 2025. O týden později vyplynulo z informace pro novináře, že Tenacity má před sebou ještě testy elektromagnetické kompatibility a rušení, akustické testování simulující podmínky během startu, zkoušku tažení a pojíždění na zemi a testovací zážeh motorů.
Koncem července 2025, před startem posádky na ISS v lodi SpaceX Crew-11, zástupkyně NASA uvedla, že během této mise čtveřice odbaví tři nákladní lodě, SpaceX CRS-33 v srpnu 2025, Cygnus NG-23 v září a HTV-X1 na podzim 2025. Plyne z toho, že testovací mise Dream Chaseru může následovat až koncem podzimu nebo začátkem zimy, anebo dokonce až v roce 2026.

## Průběh letu
Tenacity v sestavě s nákladním modulem Shooting Star vynese na oběžnou dráhu Země nosná raketa Vulcan Centaur v modifikaci VC4L se 4 bočními urychlovači na tuhá paliva. Místem 2. startu Vulcanu bude rampa SLC-41 Základny Vesmírných sil USA na Cape Canaveral (Cape Canaveral Space Force Station, CCSFS) na Floridě. 
Loď poté běžným způsobem domanévruje k ISS a – podobně jako v případě nákladních lodí Cygnus nebo dříve první verze nákladních Dragonů – ke stanici bude pasivně ukotvena pomocí robotického manipulátoru Canadarm2, který ji zachytí ve zhruba v desetimetrové vzdálenosti. 
Podle původních plánů z roku 2020 se pro demonstrační misi na přelomu podzimu a zimy 2021 počítalo s 82 dny letu, z oznámení o odkladu letu na květen 2025 však vyplynulo, že loď opustí ISS po zhruba 45 dnech. Bude od ní pasivně odpojena – opět pomocí Canadarm2 – a aktivně se od ní vzdálí, aby se v bezpečné vzdálenosti rozdělila k samostatnému ukončení mise obou svých součástí. Nákladní modul Shooting Star s odpadem z ISS zanikne v horních vrstvách atmosféry, zatímco kosmická loď Tenacity po řízeném vstupu do atmosféry doplachtí k přistávací dráze Shuttle Landing Facility v Kennedyho vesmírném středisku a přistane na ni podobně, jako v minulosti přistávaly raketoplány Space Shuttle.

## Užitečné zatížení

### Při příletu na ISS
Údaje o obsahu a hmotnosti dopravovaného nákladu dosud nebyly specifikovány a budou upřesněny až nedlouho před startem. Obdobné mise nákladních lodí Cargo Dragon společnosti SpaceX na ISS obvykle přepravují:
- zásoby pro posádku, zejména potraviny a osobní věci,
- vybavení pro výstupy do volného prostoru,
- hardware pro údržbu a rozvoj stanice,
- počítačové vybavení,
- materiály a technika pro vědecký program NASA a jejích partnerů (včetně cubesatů určených k vypuštění na oběžnou dráhu).

### Při návratu na Zemi
Loď při návratu na Zemi může odvážet ze stanice bezmála 2 tuny různého materiálu, nejčastěji výsledky vědeckých experimentů provedených na palubě stanice, nebo součásti vybavení stanice určené k výměně nebo opravám před znovupoužitím na stanici.